# M103 (carro armato)
Il carro armato pesante M103 fu realizzato negli Stati Uniti durante gli anni cinquanta. Si trattava di un mezzo progettato per supportare i carri medi M47 e M48 Patton che erano armati con il pezzo da 90 mm. Ha servito nell'esercito degli Stati Uniti e nel corpo dei Marines.

## Sviluppo e tecnica
Le origini del carro risalgono alla Seconda guerra mondiale; nel 1944 il Brigadier Generale Gladeon M. Barnes, capo della divisione tecnica dell'esercito degli Stati Uniti, insistette molto per l'introduzione di nuovi mezzi corazzati. Verso la fine del conflitto, entrò in servizio l'M26 Pershing per contrastare i Tiger I e II. Il mezzo si rivelò appena in grado di assolvere tale compito, ma aveva dei gravi problemi di affidabilità e soffriva dell'inesperienza dell'esercito statunitense per quanto riguardava i carri pesanti. L'US army, fino ad allora, si era sempre affidato all'uso intensivo di carri medi come lo M4 Sherman. Successivamente il generale Barnes sostenne i progetti di altri carri armati che sarebbero diventati il T29, il T30 e il T34 con cannoni di calibro compreso tra i 105 e i 155mm. L'interesse per nuovi mezzi fu dovuto, in parte, alla scoperta dei progetti tedeschi come il Maus e l'E-100 ma soprattutto alla comparsa dei JS-3.  Gli studi subirono un'ulteriore accelerazione durante la guerra di Corea del 1950-53; in quel periodo infatti era esplosa la cosiddetta "Tank Crisis" in cui l'esercito americano si trovò impreparato ad affrontare la minaccia dei corazzati sovietici. Tra i carri della nuova generazione, oltre ai T41 leggero e T42 medio, vi era il T43, un carro pesante di supporto, che avrebbe dovuto essere una risposta alla minaccia dei JS sovietici. Il primo prototipo uscì dalla fabbrica di Newark, Delaware, Tank Plant il 19 novembre 1951. Visivamente il prototipo del veicolo, pesante 60 tonnellate e con un equipaggio di quattro uomini, si presentava come una versione ingrandita del carro M47 Patton, inclusa la forma molto alta e non scevra di "trappole per colpi" della torretta, inoltre, né l'apparato di controllo del tiro, né il cannone, erano all'altezza delle specifiche. Dopo una serie di modifiche, tra cui un cannone migliorato, iposcopi di migliore qualità e altri accorgimenti, venne realizzato il T43E1, standardizzato come M103 e adottato dall'US Army. Il carro armato fu prodotto dal Detroit arsenal tank plant, con i primi esemplari entrati in servizio nel 1954. Nonostante i lavori fatti, l'esercito valutò il T43E1 insufficiente per le sue specifiche; in particolare il sistema di mira non funzionava bene, furono registrati casi di malfunzionamento al motore: i gas di scarico tornavano indietro e invadevano l'abitacolo. Nonostante questi problemi la Newark Tank Plant aveva già costruito 300 unità. Dopo ben 98 modifiche il carro venne definitivamente designato M103 il 26 aprile 1956. L'M103 condivideva molte componenti con la serie M47, tra cui il telemetro ottico, e soprattutto dell'M48, che sarebbero divenute comuni anche al M60 Patton. Il mezzo era costruito in due parti, torretta e scafo, realizzati per fusione. La forma in generale ricordava quella dei carri M48, con gli adeguamenti necessari per sopportare il maggior peso. I cingoli erano dotati di 7 rulli, con barre di torsione, 6 ruote di rinvio e un assorbitori di urti. Il motore era posteriore, a benzina, da 810 hp, della stessa famiglia del motore dell'M47, ma leggermente più potente. Le griglie di raffreddamento corazzate erano, come caratteristica dei mezzi americani, a 'V' invertita, occupanti tutta la parte posteriore dello scafo. Motore e trasmissione non vennero mai modificate a sufficienza per garantire la potenza extra necessaria al carro, tanto che spesso era necessario cambiare le due componenti dopo neppure 1000 km. Il mezzo aveva una velocità massima di 35 km/h ed era capace di salire alla pendenza di massimo 60%; l'autonomia poteva essere al massimo di 130 km nella versione M103A1. Questa versione aveva un sistema di controllo del fuoco migliorato. Il raggio d'azione venne aumentato a 480 km con la variante M103A2 che montava un motore diesel Continental AVDS-1790-2A da 750 hp.

## Armamento
La ragione primaria che portò alla nascita dell'M103 fu l'installazione di un cannone da 120mm di derivazione antiaerea (M58). Si trattava di un'arma estremamente potente capace di colpire un bersaglio tra i 2500 e i 3500 metri con una buona precisione dato che il carro era dotato di un calcolatore balistico meccanico che considerava: l'usura della canna, la distanza rilevata dal telemetro e il tipo di munizione selezionata mostrando i risultati direttamente sul visore del puntatore. I 38 proiettili erano stoccati nello scafo e nella torretta. Il carro disponeva di un calcolatore balistico per il tiro. Inizialmente l'esercito non voleva utilizzare un cannone da 120mm perché pensava di poter installare nel mezzo una versione migliorata e potenziata del 90 mm. La potenza del pezzo di maggior calibro convinse lo staff dell'esercito, incaricato di valutare il mezzo, delle ottime qualità dell'arma. Il carro armato, come armamento secondario, aveva due mitragliatrici coassiali calibro .30 e una calibro .50 in cima alla torretta in posizione centrale posteriore.

### Munizionamento
Il veicolo aveva il pilota anteriormente, il comparto equipaggio, con 2 caricatori, capocarro (dotato di cupola e mitragliatrice M2HB) e cannoniere. Il cannone principale a canna rigata era dotato di un alzo tra -8 e +15 gradi, con munizioni AP (perforante) HE (esplosivo), HEP (esplosivo anticarro), WP-T (fumogeno-incendiario al fosforo bianco, tracciante), T-P (training practice, addestramento). I proiettili erano suddivisi in 2 parti, munizione, dal peso di 23 kg, e carica di lancio (per un peso complessivo di 48,8 kg per i proiettili perforanti), ed erano 38 in tutto. 5320 colpi da 7,62 mm e 1000 da 12,7 mm completavano la dotazione. Tra gli accessori presenti di serie, vi era un riscaldatore per l'equipaggio, un sistema di guado profondo, un sistema di estinzione incendi e altri. Nella parte posteriore dello scafo vi era una scatola che conteneva il sistema dell'interfono con un cavo lungo 40 piedi (12,192 metri) che permetteva alla fanteria di comunicare con l'equipaggio del carro. Il veicolo, nella versione M103A2, sparava le seguenti munizioni:
- APBC-T M358
- HEAT-T M469 (High Explosive Anti Tank Tracer)
- HE-T M356 (High Explosive Tracer)
- TP-T M359E2 (Training Practice Tracer)
- WP-T M357 (White Phosphorus Tracer)[36] Sergente dei Marines tiene in mano un proiettile dello M103. Le dimensioni del proiettile spiega perché servissero due serventi.

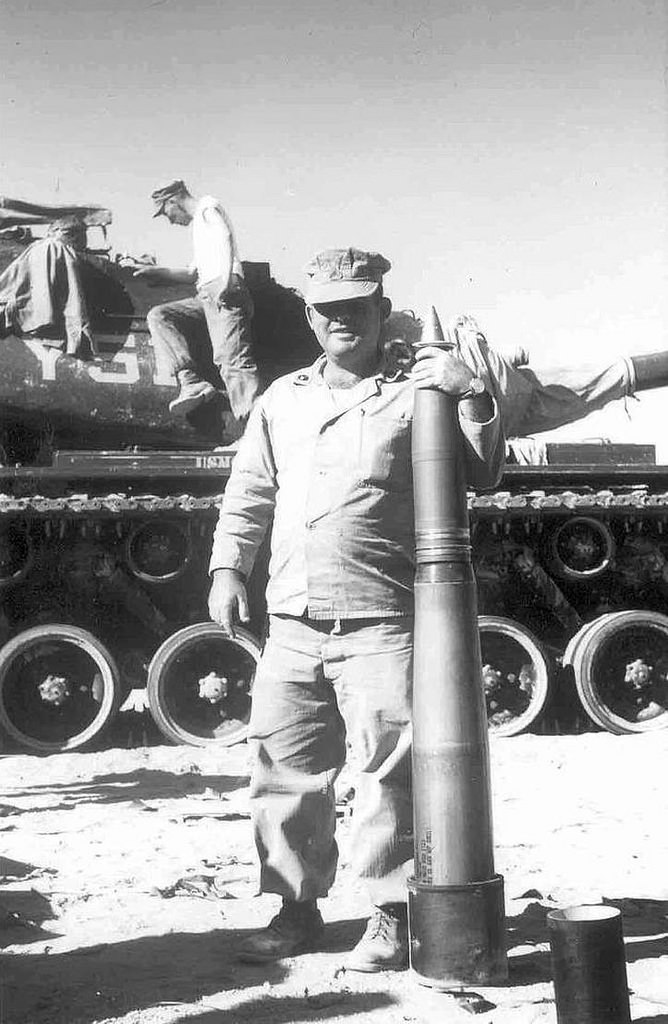
Sergente dei Marines tiene in mano un proiettile dello M103. Le dimensioni del proiettile spiega perché servissero due serventi.

## Corazzatura
La corazzatura era di tipo convenzionale, in acciaio laminato omogeneo e saldato, e presentava i seguenti spessori:
- Scafo frontale: 100–130 mm
- Scafo, lati: 76 mm
- Scafo, superiore: 25 mm
- Torretta, mantelletto: 250 mm
- Torretta, frontale: 180 mm
- Torretta, lato: 76 mm
- Torretta, tetto: 38 mm[37]

La protezione frontale era rilevante, specie per la torretta, che era armata con il cannone da 120 mm ed era per questo molto alta e voluminosa. La torretta era quindi un bersaglio vistoso, che necessitava di essere ben protetto. I fianchi della stessa, però, erano relativamente poco spessi. La parte posteriore della torretta non aveva una buona forma balistica. Tutto considerato, l'M103 poteva aspettarsi di sopravvivere in caso di proiettili perforanti sparati frontalmente, ma sui fianchi era vulnerabile alle armi avversarie.

## Impiego operativo

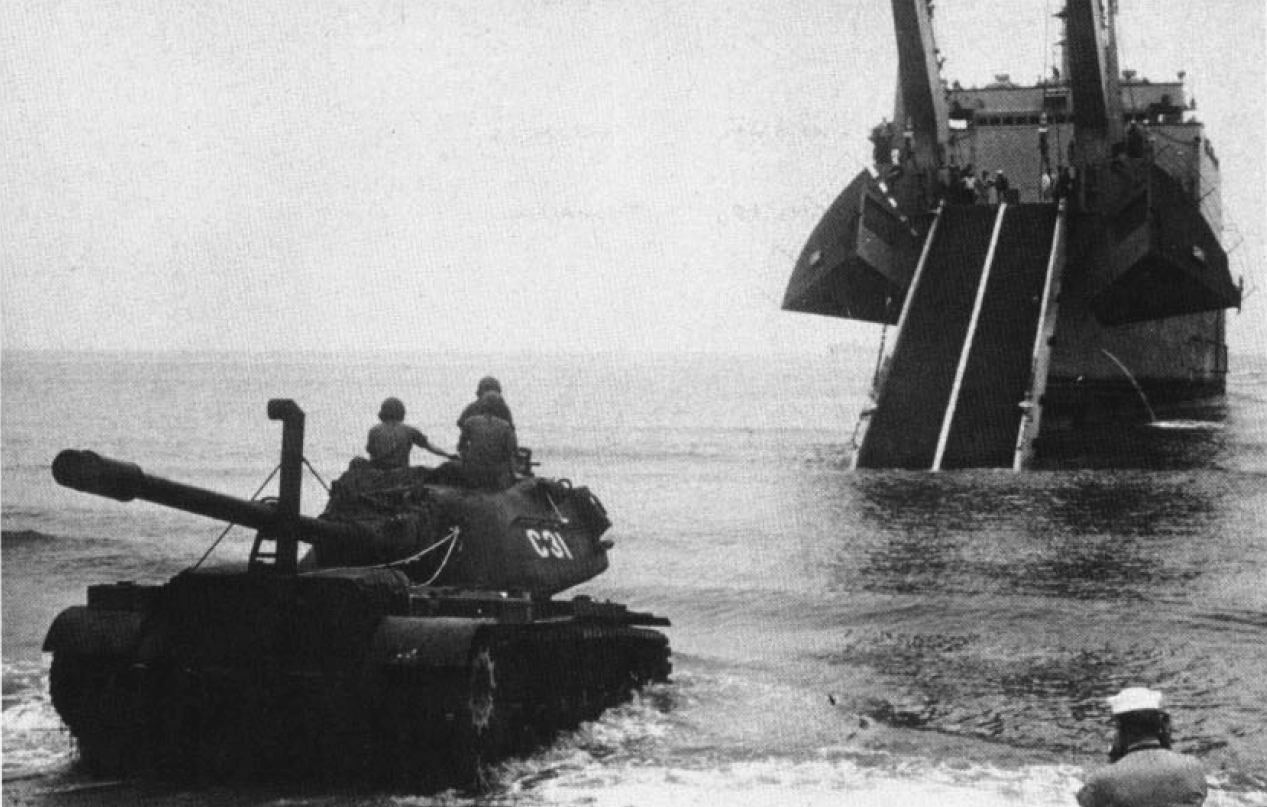
Un M103 dei marines in fase di imbarco sulla USS Saginaw (LST-1188) nel 1973

Già nel 1956, un paio di T43E1, ancora allo stadio di prototipo, vennero trasferiti in Europa per delle valutazioni, in seguito furono mandati a presidiare due punti strategici nell'eventualità di un attacco sovietico. Entro il gennaio 1959, 220 veicoli vennero standardizzati alle modifiche effettuate dall' USMC e definito come M103A1. L'esercito richiese 72 carri dai depositi dei Marines, che furono destinati all'899th heavy tank battalion della 7ª Armata dislocata a Brethren in Germania, con il compito di contrastare i carri T10 e supportare, ovunque ce ne fosse la necessità, i carri medi M47 e, nel frattempo, i nuovi M48. Questa unità fu in seguito ribattezzata 2º Battaglione della 33ª Brigata Corazzata, comprendente quattro carri per compagnia composta da sei o tre plotoni ciascuna. Fin da subito, iniziarono le lamentele per la scarsa mobilità e affidabilità del veicolo; non sorprende che, pochi anni dopo, essi vennero radiati dalla prima linea. Nel 1963, furono riconsegnati all'USMC, dove la notevole mole non era apprezzata, tuttavia la pesante corazzatura e il grande potere di fuoco lo rendeva perfetto per il supporto alle operazioni di sbarco. In questo periodo una modifica importante venne fatta: nel 1964 il motore a benzina venne sostituito da uno a diesel che aumentò il raggio a 480 km. La modifica interessò circa 155 mezzi, i nuovi carri vennero chiamati M103A2 e vennero dispiegati nelle basi del corpo. Dopo alcuni anni anche questi vennero tolti dal servizio e radiati. L'unico impiego operativo fu la sorveglianza dell'isola di Guantanamo fino al 1972. Nessun mezzo venne venduto all'estero e finirono forse la loro esistenza nei poligoni, similmente ai Conqueror inglesi pari classe. Il carro M103 è stato un mezzo interessante, ma troppo esigente per i tempi, costoso, pesante e lento.
La modifica dei carri esistenti, come gli M48, per ospitare un cannone da 105mm, dotato di munizioni ragionevolmente efficaci contro qualunque bersaglio, divenne la soluzione prescelta e preferibile (anche se la potenza di fuoco era inferiore a quella del cannone M58 da 120mm). In seguito all'avvento degli MBT, come lo M60, carri da combattimento universali, l'obsolescenza del carro pesante divenne palese. Tale fenomeno avvenne anche negli altri paesi: il Conqueror britannico fu radiato dal servizio nel 1966, l'AMX-50 francese non arrivò alla produzione in serie e i carri russi JS e T-10 vennero messi in riserva. Gli M103 furono tolti dal servizio attivo nei tardi anni sessanta e ritirati definitivamente nel 1972. L'unico modello derivato fu il carro-recupero M51, con capacità di traino dei carri in panne. Vennero proposti vari modelli di carri armati, come il T57 con torretta basculante, ma non ebbero nessun seguito. Lo M103 non venne mai esportato.

## Varianti
- T43 – In tutto sei modelli costruiti nel 1951[56].
- T43E1 – 300 costruiti tra il 1951 e il 1954[57].
- T43E2 – Due veicoli costruiti tra il 1956 e il 1957. Cesto della torretta e cannoniere spostati verso la parte frontale della torretta. Nuovo sistema di puntamento (telemetro T52, computer T33, mirino telescopico del cannone T44) e sistema di rotazione della torretta passata da idraulica ad elettrica.
- M103 – Prodotto nel 1957. 74 convertiti in altri modelli.
- M103A1 Prodotto nel 1959. 219 convertiti o ricostruiti. Nuovo mirino (Stereoscopico T52) e con il computer balistico M14.
- M103A2 Prodotto nel 1964. 153 convertiti o ricostruiti. Il carro era dotato di un motore diesel da 750 hp (559 kW) lo stesso dello M60, aumentando l'autonomia su strada fino a 480 km e una velocità massima di 37 km/h. Il telemetro stereoscopico M15 venne sostituito da un telemetro a coincidenza M24.
- M51 erano dei mezzi da recupero pesanti basati sullo scafo dello M103 prodotti tra il 1954 e il 1955 e modificati ta il 1956 e il 1958. in totale ne verranno costruiti 187 dalla Chrysler[58].
- Manned Evasive Target Tank  erano degli M103A2 modificati nel 1977 per essere usati come bersaglio per l'addestramento all'uso dei missili TOW[59].

## Cronologia del mezzo
- 1º febbraio 1945: l'Army Ground Forces rifiuta il carro armato pesante T30 armato con cannone da 155 mm gun, si suggerisce di adattare il cannone da 120 mm anti aereo per l'utilizzo sui carri armati.
- 12 aprile e 3 maggio:  i T29 e T30 vengono ordinati (rispettivamente 1152 e 504).
- 31 maggio: inizio del progetto T34 con cannone da 120 mm con i due prototipi realizzati il 23 agosto: la produzione dei T29 e T30 viene cancellata, nel frattempo 12 prototipi per tipo erano già stati costruiti.
- 20 settembre: viene approvato lo sviluppo del cannone da 120 mm.
- Gennaio 1946: l'esercito classifica obsoleti tutti gli M4 eccetto gli M4A3 (76 mm)  con il sistema wet stowage.
- 22 marzo: il comandante della scuola carristi dei Marine dichiara che tutti i carri del corpo sono obsoleti. In seguito venne cominciata l'acquisizione di M26 dall'esercito dichiarandoli come "sostituti carri pesanti".
- 25 aprile: continua lo sviluppo dei cannoni da 90, 105 e 120 mm.
- 6 maggio: viene approvata la nuova riclassificazione dei carri armati in base al peso, ridefinendo gli M26 come carri medi.
- 19 maggio: lo Stato Maggiore dell'esercito approva lo sviluppo dei T43.
- 16 febbraio 1950: sviluppo del cannone da 120 sul T122 e T123.
- 1º Settembre: iniziato lo sviluppo delle munizioni HEAT per il cannone da 120 mm. Vengono terminati i progetti T29 e T30.
- 2 agosto 1951: incomincia lo sviluppo dello M51, il mezzo da recupero pesante.
- 4 gennaio 1952: l'esercito ordina 80 T43 per  $100,843,395.
- Dicembre 1952– giugno 1954: costruzione di tutti i 300 T43E1/M103 presso Chrysler Motors Plant.
- 29 aprile 1953: continua lo sviluppo delle munizioni HVAP-DS da 120 mm.
- 1º settembre: il T43E1 viene presentato alla stampa presso Aberdeen.
- 8 ottobre: gli M51 (veicoli da recupero pesanti) entrano in servizio.
- 18 settembre: viene terminato il progetto T110 visto il successo del T43.
- 17 gennaio 1957: chiusura dei progetti T57 e T58.
- 17 maggio: la versione M103A1 viene standardizzata.
- 17 dicembre 1959: i progetti per il cannone da 90 mm, per il cannone a canna liscia da 105 e ulteriori sviluppi per il 120 mm vengono cancellati. Continua la sviluppo del 105 mm T254 (US version)  per lo M60.
- 7 novembre 1961 – 14 dicembre: lo USMC richiede, e ottiene, l'approvazione da parte dell'esercito dell'ammodernamento degli M103A1.
- 13 dicembre 1962: l'M103A2 entra in servizio; 156 M103A1 dei Marines (inclusi i prototipi) vengono modernizzati, con un lotto finale di 52 M103A2 convertiti tra il 1968 e il 1969 per un totale di 208 carri armati[60].

## Modellismo
Il carro armato M103 è stato riprodotto come modellino in scala 1/87 - 1/72 - 1/35
- Schwerer Kampfpanzer M103 Roco Minitanks | N. 5065 | 1:87
- M103A2 Heavy Tank Dragon | N. 7523 | 1:72
- M103A1 Heavy Tank Dragon | N. 7519 | 1:72
- USA Heavy Tank M103A2 OKB Grigorov | N. 72017 | 1:72
- USA Heavy Tank M103A1 OKB Grigorov | N. 72013 | 1:72
- USMC M103A2 Heavy Tank Fighting Monster w/200L Military Drum Dragon | N. SP-105 | 1:35
- M103A1 Heavy Tank Black Label Dragon | N. 3548 | 1:35
- M103A2 Heavy Tank Black Label Dragon | N. 3549 | 1:35
- M103 Resin Kit Resinscales | N. | 1:35
- M103A1 Takom | N. 2139 | 1:35
- M103A2 Takom | N. 2140 | 1:35[61]
- 1/72 M103A1 Heavy Tank, E Company 34th Armor 24th Infantry Division Germany 1959, Dragon Armor 60691
- 1/72 M103A1 Heavy Tank, Unidentified Unit Germany 1959, Dragon Armor 60692
- 1/72 M103A2 Heavy Tank, Neo Dragon Armor 63162
- 1/72 M103A2 Heavy Tank, Neo Dragon Armor 63163[62]